# Iuliana Gorea-Costin
Iuliana Gorea-Costin (n. 28 noiembrie 1957, satul Cornești, raionul Ungheni) este un diplomat și om politic din Republica Moldova. A candidat la alegerile prezidențiale din Republica Moldova (1996).

## Biografie
A absolvit cursurile Facultății de Filologie din cadrul Universității de Stat din Chișinău (1982), apoi Facultatea de Drept a aceieași universități (1990). A urmat stagii de pregătire în Rusia (Sankt Petersburg), SUA (Sacramento-1992 și Orlando-1994),  Franța (Nice-2000), Elveția (Geneva-2001).
A lucrat ca profesoară începând din 1975, inspector școlar în cadrul Ministerului Învățământului, apoi primar al satului Bahmut, raionul Călărași (1982–1986) și lector la Universitatea “Ion Creangă” (1989–1990). În anul 1990, pune bazele Liceului român-englez “Mircea Eliade” din Chișinău, fiind primul său director.
A fost căsătorită cu Nicolae Costin, fost primar general al municipiului Chișinău (1990-1994). A publicat, între anii 1990-1996, zeci de articole și interviuri pe teme legate de promovarea cauzei românismului și spiritului moralei creștine în Basarabia în ziarele Literatura și arta, Mesagerul, Femeia Moldovei, Glasul Națiunii, Țara, Astra, Luminătorul, Pro Vatra, Generația ș.a. A participat activ la grevele și manifestările studenților și pedagogilor pentru apărarea dreptului de a studia limba și istoria românilor (între anii 1993-1995).
După moartea suspectă a soțului ei, Iuliana Gorea-Costin a intrat în politică, căutând să promoveze ideile pe care le susținuse Nicolae Costin. A fost candidat independent la alegerile prezidențiale din Republica Moldova din 17 noiembrie 1996. În conformitate cu Legea nr. 833 din 16 mai 1996 privind alegerile pentru funcția de Președinte al Republicii Moldova, art. 19, alineatul (2), puteau candida la alegerile pentru funcția de președinte cetățenii Republicii Moldova care au colectat semnăturile a cel puțin 20 de mii de alegători din cel puțin 1/3 din raioane și municipii. A obținut 9.926 voturi (0,64% din voturile valabil exprimate), clasându-se pe locul VIII din cei nouă candidați.
Din 27 februarie 1997 a îndeplinit funcția de reprezentant permanent al Republicii Moldova la Consiliul Europei, cu sediul la Strasbourg (Franța), apoi ambasador extraordinar și plenipotențiar în cadrul acestui organism internațional (1999–2005). În această perioadă, a contribuit la semnarea și ratificarea a 68 de Convenții Europene, a favorizat accesul cetățenilor moldoveni la Curtea Europeană a Drepturilor Omului (CEDO), inclusiv în cazul Ilașcu și cel al Mitropoliei Basarabiei, a purtat discuții esențiale care au dus la internaționalizarea dosarului transnistrean și la includerea Republicii Moldova în Pactul de Stabilitate pentru Europa de Sud-Est.
A fost candidat independent la alegerile din 10 iulie 2005 pentru funcția de primar al municipiului Chișinău, obținând 7.699 voturi (4.95%) și plasându-se pe locul V între candidați. Este membru al Cercului de Prietenie Europeană și președinte fondator al Asociației Europene de Strategii Politice din Chișinău. Are gradul diplomatic de ambasador extraordinar și plenipotențiar. Din octombrie 2016 este Consilier superior la Direcția protocol și relații internaționale, Cancelaria Prim-Ministrului României/Secretariatul General al Guvernului. Este membru în Consiliului Director al Uniunii Ziariștilor Profesioniști din România. 
Vorbește limbile franceză, italiană și rusă.

## Distincții și premii
- Ordinul ”Gloria Muncii”, Republica Moldova, pentru contribuție la procesul de renaștere națională, merite în aprofundarea colaborării interstatale și participare activă la viața socială a țării;
- Ordinul Național ”Serviciu Credincios”, în grad de Ofițer, România, în semn de înaltă apreciere pentru îndelungata și prestigioasa activitate pusă în slujba afirmării și menținerii unui spațiu cultural unic pe ambele maluri ale Prutului, contribuția la promovarea cauzei românești și a valorilor europene în Republica Moldova;
- Premiul Myosotis de Personalitate marcantă în promovarea culturii și spiritualității românești, la Gala Premiilor Valori Contemporane, ediția I, București, sub patronajul Ministerului Culturii.